# Apomys musculus
Apomys musculus је врста глодара из породице мишева (лат. Muridae). 

## Распрострањење
Ареал врсте је ограничен на једну државу. Филипини су једино познато природно станиште врсте.

## Станиште
Станишта врсте су шуме и морски екосистеми, од 300 до 2.000 метара надморске висине.

## Угроженост
Ова врста је наведена као последња брига, јер има широко распрострањење и честа је врста.

## Спољашња веза
Медији везани за чланак Apomys musculus на Викимедијиној остави